# Rhinaspis ohausi
Rhinaspis ohausi är en skalbaggsart som beskrevs av Moser 1921. Rhinaspis ohausi ingår i släktet Rhinaspis och familjen Melolonthidae. Inga underarter finns listade i Catalogue of Life.